# Список українських футбольних трансферів (літо 2018)
Українські трансфери у літнє трансферне вікно 2018 року. До списку додані усі футболісти, які прийшли, або покинули український клуб Прем'єр-ліги, в тому числі на правах оренди. 
Оскільки за регламентом гравці без клубу можуть долучатися до клубів у будь-який час, у тому числі і між трансферними вікнами, в список потрапили лише ті вільні агенти, які підписали контракт із клубом під час літнього трансферного вікна, яке завершилось 3 вересня 2018 року.

## Прем'єр-ліга

### «Арсенал-Київ»
| № | Поз. | Нац.               | Гравець                                    |
| - | ---- | ------------------ | ------------------------------------------ |
|   | ВР   | Україна            | Орест Будюк ( Черкащина-Академія)          |
|   | ЗХ   | Аргентина          | Оскар Піріс ( Мітре)                       |
|   | ЗХ   | Україна            | Владислав Дубінчак (оренда, Динамо (Київ)) |
|   | ЗХ   | Хорватія           | Іван Борна Єлич Балта ( Вараждин)          |
|   | ЗХ   | Україна            | Данило Карась (оренда, Динамо (Київ))      |
|   | ЗХ   | Україна            | Олександр Мельник (оренда, Динамо (Київ))  |
|   | ЗХ   | Україна            | Олександр Насонов ( Маріуполь)             |
|   | ЗХ   | Сербія             | Марко Николич ( Інджія)                    |
|   | ЗХ   | Україна            | Данило Сагуткін (оренда, Шахтар (Донецьк)) |
|   | ПЗ   | Україна            | Володимир Доронін ( Олімпік (Донецьк))     |
|   | ПЗ   | Північна Македонія | Стефан Євтоський ( Вараждин)               |
|   | ПЗ   | ДР Конго           | Орельєн Нгейтала ( Нітра)                  |
|   | ПЗ   | Україна            | Павло Оріховський (оренда, Динамо (Київ))  |
|   | ПЗ   | Україна            | Максим Прядун ( Зірка (Кропивницький))     |
|   | ПЗ   | Україна            | Юрій Вакулко (оренда, Партизан)            |
|   | ПЗ   | Україна            | Денис Янаков (оренда, Динамо (Київ))       |
|   | ПЗ   | Франція            | Кертіс Єблі ( Барі)                        |
|   | НП   | Україна            | Владислав Алєксєєв (оренда, Динамо (Київ)) |
|   | НП   | Україна            | Денис Баланюк (оренда, Вісла (Краків))     |
|   | НП   | Італія             | Массімо Н'Кеде Гох (оренда, Ювентус)       |
|   | НП   | Україна            | Даниїл Сухоручко (оренда, Динамо (Київ))   |

| № | Поз. | Нац.               | Гравець                                    |
| - | ---- | ------------------ | ------------------------------------------ |
|   | ВР   | Україна            | Орест Будюк ( Черкащина-Академія)          |
|   | ЗХ   | Аргентина          | Оскар Піріс ( Мітре)                       |
|   | ЗХ   | Україна            | Владислав Дубінчак (оренда, Динамо (Київ)) |
|   | ЗХ   | Хорватія           | Іван Борна Єлич Балта ( Вараждин)          |
|   | ЗХ   | Україна            | Данило Карась (оренда, Динамо (Київ))      |
|   | ЗХ   | Україна            | Олександр Мельник (оренда, Динамо (Київ))  |
|   | ЗХ   | Україна            | Олександр Насонов ( Маріуполь)             |
|   | ЗХ   | Сербія             | Марко Николич ( Інджія)                    |
|   | ЗХ   | Україна            | Данило Сагуткін (оренда, Шахтар (Донецьк)) |
|   | ПЗ   | Україна            | Володимир Доронін ( Олімпік (Донецьк))     |
|   | ПЗ   | Північна Македонія | Стефан Євтоський ( Вараждин)               |
|   | ПЗ   | ДР Конго           | Орельєн Нгейтала ( Нітра)                  |
|   | ПЗ   | Україна            | Павло Оріховський (оренда, Динамо (Київ))  |
|   | ПЗ   | Україна            | Максим Прядун ( Зірка (Кропивницький))     |
|   | ПЗ   | Україна            | Юрій Вакулко (оренда, Партизан)            |
|   | ПЗ   | Україна            | Денис Янаков (оренда, Динамо (Київ))       |
|   | ПЗ   | Франція            | Кертіс Єблі ( Барі)                        |
|   | НП   | Україна            | Владислав Алєксєєв (оренда, Динамо (Київ)) |
|   | НП   | Україна            | Денис Баланюк (оренда, Вісла (Краків))     |
|   | НП   | Італія             | Массімо Н'Кеде Гох (оренда, Ювентус)       |
|   | НП   | Україна            | Даниїл Сухоручко (оренда, Динамо (Київ))   |

| № | Поз. | Нац.      | Гравець                                      |
| - | ---- | --------- | -------------------------------------------- |
|   | ЗХ   | Україна   | Андрій Деркач ( Дніпро (Могильов))           |
|   | ЗХ   | Україна   | Джемаль Кизилатеш ( Колос (Ковалівка))       |
|   | ЗХ   | Україна   | Навід Насімі ( Чайка)                        |
|   | ЗХ   | Україна   | Олександр Шевченко ( Енергія (Нова Каховка)) |
|   | ЗХ   | Україна   | Іван Трубочкін ( Чорноморець)                |
|   | ЗХ   | Україна   | Дмитро Зозуля (вільний агент)                |
|   | ПЗ   | Україна   | Максим Боровець ( Верес)                     |
|   | ПЗ   | Україна   | Валерій Кучеров ( Калуш)                     |
|   | НП   | Україна   | Кирило Матвєєв ( Маріуполь)                  |
|   | ПЗ   | Україна   | Вадим Семчук ( Полісся)                      |
|   | ПЗ   | Україна   | Артем Старгородський ( Вітебськ)             |
|   | НП   | Аргентина | Дієго Агірре ( Спартакс (Юрмала))            |
|   | НП   | Україна   | Олександр Батальський ( Рух (Винники))       |
|   | НП   | Україна   | Максим Фещук (вільний агент)                 |
|   | НП   | Хорватія  | Іван Родич (вільний агент)                   |
|   | НП   | Україна   | Олександр Єрмаченко (вільний агент)          |

| № | Поз. | Нац.      | Гравець                                      |
| - | ---- | --------- | -------------------------------------------- |
|   | ЗХ   | Україна   | Андрій Деркач ( Дніпро (Могильов))           |
|   | ЗХ   | Україна   | Джемаль Кизилатеш ( Колос (Ковалівка))       |
|   | ЗХ   | Україна   | Навід Насімі ( Чайка)                        |
|   | ЗХ   | Україна   | Олександр Шевченко ( Енергія (Нова Каховка)) |
|   | ЗХ   | Україна   | Іван Трубочкін ( Чорноморець)                |
|   | ЗХ   | Україна   | Дмитро Зозуля (вільний агент)                |
|   | ПЗ   | Україна   | Максим Боровець ( Верес)                     |
|   | ПЗ   | Україна   | Валерій Кучеров ( Калуш)                     |
|   | НП   | Україна   | Кирило Матвєєв ( Маріуполь)                  |
|   | ПЗ   | Україна   | Вадим Семчук ( Полісся)                      |
|   | ПЗ   | Україна   | Артем Старгородський ( Вітебськ)             |
|   | НП   | Аргентина | Дієго Агірре ( Спартакс (Юрмала))            |
|   | НП   | Україна   | Олександр Батальський ( Рух (Винники))       |
|   | НП   | Україна   | Максим Фещук (вільний агент)                 |
|   | НП   | Хорватія  | Іван Родич (вільний агент)                   |
|   | НП   | Україна   | Олександр Єрмаченко (вільний агент)          |

### «Ворскла»
| № | Поз. | Нац.     | Гравець                                            |
| - | ---- | -------- | -------------------------------------------------- |
|   | ЗХ   | Бразилія | Артур ( Інтернасьйонал)                            |
|   | ЗХ   | Малі     | Ібрагім Кане ( Дугуволофіла)                       |
|   | ЗХ   | Україна  | Євген Мартиненко ( Чорноморець)                    |
|   | ЗХ   | Україна  | Денис Тарадуда ( Дніпро (футбольний клуб, Дніпро)) |
|   | ЗХ   | Гана     | Наджееб Якубу ( Нігер Торнадос)                    |
|   | ПЗ   | Україна  | Артем Челядін ( Скала (Стрий))                     |
|   | ПЗ   | Україна  | Артем Габелок ( Спартакс)                          |
|   | ПЗ   | Україна  | Мар'ян Мисик ( Сталь (Кам'янське))                 |
|   | НП   | Бразилія | Ніколас Карека (оренда, Греміо)                    |
|   | НП   | Україна  | Юрій Козиренко ( Динамо (Київ))                    |
|   | НП   | Україна  | Олег Лига ( Динамо (Київ))                         |

| № | Поз. | Нац.     | Гравець                                            |
| - | ---- | -------- | -------------------------------------------------- |
|   | ЗХ   | Бразилія | Артур ( Інтернасьйонал)                            |
|   | ЗХ   | Малі     | Ібрагім Кане ( Дугуволофіла)                       |
|   | ЗХ   | Україна  | Євген Мартиненко ( Чорноморець)                    |
|   | ЗХ   | Україна  | Денис Тарадуда ( Дніпро (футбольний клуб, Дніпро)) |
|   | ЗХ   | Гана     | Наджееб Якубу ( Нігер Торнадос)                    |
|   | ПЗ   | Україна  | Артем Челядін ( Скала (Стрий))                     |
|   | ПЗ   | Україна  | Артем Габелок ( Спартакс)                          |
|   | ПЗ   | Україна  | Мар'ян Мисик ( Сталь (Кам'янське))                 |
|   | НП   | Бразилія | Ніколас Карека (оренда, Греміо)                    |
|   | НП   | Україна  | Юрій Козиренко ( Динамо (Київ))                    |
|   | НП   | Україна  | Олег Лига ( Динамо (Київ))                         |

| № | Поз. | Нац.    | Гравець                                 |
| - | ---- | ------- | --------------------------------------- |
|   | ВР   | Україна | Данило Каневцев (оренда, Металіст 1925) |
|   | ВР   | Україна | Ян Вічний (вільний агент)               |
|   | ЗХ   | Україна | Олег Остапенко ( Чорноморець)           |
|   | НП   | Україна | Олександр Шарило ( Десна)               |

| № | Поз. | Нац.    | Гравець                                 |
| - | ---- | ------- | --------------------------------------- |
|   | ВР   | Україна | Данило Каневцев (оренда, Металіст 1925) |
|   | ВР   | Україна | Ян Вічний (вільний агент)               |
|   | ЗХ   | Україна | Олег Остапенко ( Чорноморець)           |
|   | НП   | Україна | Олександр Шарило ( Десна)               |

### «Десна»
| № | Поз. | Нац.    | Гравець                                     |
| - | ---- | ------- | ------------------------------------------- |
|   | ВР   | Україна | Євген Паст ( Зірка)                         |
|   | ВР   | Україна | Олег Шевченко (повернення оренди, Полісся)  |
|   | ЗХ   | Україна | Антон Братков ( Зірка)                      |
|   | ЗХ   | Україна | Андрій Гітченко ( Олександрія)              |
|   | ЗХ   | Україна | Сергій Люлька ( Чорноморець)                |
|   | ЗХ   | Україна | Павло Щедраков (повернення оренди, Полісся) |
|   | ПЗ   | Україна | Вадим Бовтрук (повернення оренди, Полісся)  |
|   | ПЗ   | Україна | Руслан Кісіль ( Олімпік (Донецьк))          |
|   | ПЗ   | Україна | Ілля Коваленко (повернення оренди, Суми)    |
|   | ПЗ   | Україна | Сергій Старенький ( Олександрія)            |
|   | ПЗ   | Україна | Андрій Якимів ( Сталь (Кам'янське))         |
|   | НП   | Україна | Денис Галенков (повернення оренди, Суми)    |
|   | НП   | Україна | Дмитро Хльобас ( Динамо (Київ))             |
|   | НП   | Україна | Олександр Ковпак ( Полтава)                 |
|   | НП   | Україна | Олександр Шарило ( Ворскла)                 |

| № | Поз. | Нац.    | Гравець                                     |
| - | ---- | ------- | ------------------------------------------- |
|   | ВР   | Україна | Євген Паст ( Зірка)                         |
|   | ВР   | Україна | Олег Шевченко (повернення оренди, Полісся)  |
|   | ЗХ   | Україна | Антон Братков ( Зірка)                      |
|   | ЗХ   | Україна | Андрій Гітченко ( Олександрія)              |
|   | ЗХ   | Україна | Сергій Люлька ( Чорноморець)                |
|   | ЗХ   | Україна | Павло Щедраков (повернення оренди, Полісся) |
|   | ПЗ   | Україна | Вадим Бовтрук (повернення оренди, Полісся)  |
|   | ПЗ   | Україна | Руслан Кісіль ( Олімпік (Донецьк))          |
|   | ПЗ   | Україна | Ілля Коваленко (повернення оренди, Суми)    |
|   | ПЗ   | Україна | Сергій Старенький ( Олександрія)            |
|   | ПЗ   | Україна | Андрій Якимів ( Сталь (Кам'янське))         |
|   | НП   | Україна | Денис Галенков (повернення оренди, Суми)    |
|   | НП   | Україна | Дмитро Хльобас ( Динамо (Київ))             |
|   | НП   | Україна | Олександр Ковпак ( Полтава)                 |
|   | НП   | Україна | Олександр Шарило ( Ворскла)                 |

| № | Поз. | Нац.    | Гравець                                           |
| - | ---- | ------- | ------------------------------------------------- |
|   | ВР   | Україна | Костянтин Махновський (оренда, Олімпік (Донецьк)) |
|   | ВР   | Україна | Сергій Мелашенко (оренда, Минай)                  |
|   | ВР   | Україна | Олег Шевченко (вільний агент)                     |
|   | ЗХ   | Грузія  | Гіоргі Гадрані ( Діла)                            |
|   | ЗХ   | Україна | Павло Щедраков (завершив кар'єру)                 |
|   | ЗХ   | Україна | Кирило Сидоренко (вільний агент)                  |
|   | ПЗ   | Україна | Леван Арвеладзе ( Зоря (Луганськ))                |
|   | ПЗ   | Україна | Вадим Бовтрук (оренда, Суми)                      |
|   | ПЗ   | Україна | Євген Чумак (вільний агент)                       |
|   | ПЗ   | Україна | Руслан Кісіль (вільний агент)                     |
|   | ПЗ   | Україна | Ілля Коваленко (оренда, Інгулець)                 |

| № | Поз. | Нац.    | Гравець                                           |
| - | ---- | ------- | ------------------------------------------------- |
|   | ВР   | Україна | Костянтин Махновський (оренда, Олімпік (Донецьк)) |
|   | ВР   | Україна | Сергій Мелашенко (оренда, Минай)                  |
|   | ВР   | Україна | Олег Шевченко (вільний агент)                     |
|   | ЗХ   | Грузія  | Гіоргі Гадрані ( Діла)                            |
|   | ЗХ   | Україна | Павло Щедраков (завершив кар'єру)                 |
|   | ЗХ   | Україна | Кирило Сидоренко (вільний агент)                  |
|   | ПЗ   | Україна | Леван Арвеладзе ( Зоря (Луганськ))                |
|   | ПЗ   | Україна | Вадим Бовтрук (оренда, Суми)                      |
|   | ПЗ   | Україна | Євген Чумак (вільний агент)                       |
|   | ПЗ   | Україна | Руслан Кісіль (вільний агент)                     |
|   | ПЗ   | Україна | Ілля Коваленко (оренда, Інгулець)                 |

### «Динамо» (Київ)
| № | Поз. | Нац.     | Гравець                                              |
| - | ---- | -------- | ---------------------------------------------------- |
|   | ВР   | Україна  | Денис Бойко ( Бешікташ)                              |
|   | ВР   | Україна  | Максим Коваль (повернення оренди, Депортіво)         |
|   | ЗХ   | Україна  | Павло Лук'янчук (повернення оренди, Верес)           |
|   | ЗХ   | Україна  | Зураб Очігава (повернення оренди, Олімпік (Донецьк)) |
|   | ЗХ   | Бразилія | Сідклей ( Атлетіко Паранаенсі)                       |
|   | ПЗ   | Україна  | Олександр Андрієвський (повернення оренди, Зоря)     |
|   | ПЗ   | Бразилія | Вітор Буено (оренда, Сантус)                         |
|   | ПЗ   | Данія    | Міккель Дуелунд ( Мідтьюлланн)                       |
|   | ПЗ   | Україна  | Дмитро Копитов ( Сталь (Кам'янське))                 |
|   | ПЗ   | Бразилія | Че Че ( Палмейрас)                                   |
|   | НП   | Україна  | Артем Хоцяновський ( Сталь (Кам'янське))             |
|   | НП   | Україна  | Владислав Супряга ( Дніпро-1)                        |

| № | Поз. | Нац.     | Гравець                                              |
| - | ---- | -------- | ---------------------------------------------------- |
|   | ВР   | Україна  | Денис Бойко ( Бешікташ)                              |
|   | ВР   | Україна  | Максим Коваль (повернення оренди, Депортіво)         |
|   | ЗХ   | Україна  | Павло Лук'янчук (повернення оренди, Верес)           |
|   | ЗХ   | Україна  | Зураб Очігава (повернення оренди, Олімпік (Донецьк)) |
|   | ЗХ   | Бразилія | Сідклей ( Атлетіко Паранаенсі)                       |
|   | ПЗ   | Україна  | Олександр Андрієвський (повернення оренди, Зоря)     |
|   | ПЗ   | Бразилія | Вітор Буено (оренда, Сантус)                         |
|   | ПЗ   | Данія    | Міккель Дуелунд ( Мідтьюлланн)                       |
|   | ПЗ   | Україна  | Дмитро Копитов ( Сталь (Кам'янське))                 |
|   | ПЗ   | Бразилія | Че Че ( Палмейрас)                                   |
|   | НП   | Україна  | Артем Хоцяновський ( Сталь (Кам'янське))             |
|   | НП   | Україна  | Владислав Супряга ( Дніпро-1)                        |

| № | Поз. | Нац.       | Гравець                                       |
| - | ---- | ---------- | --------------------------------------------- |
|   | ВР   | Україна    | Максим Коваль (оренда, Аль-Фатех)             |
|   | ЗХ   | Португалія | Віторіну Антунеш ( Хетафе)                    |
|   | ЗХ   | Україна    | Владислав Дубінчак (оренда, Арсенал-Київ)     |
|   | ЗХ   | Україна    | Данило Карась ( Арсенал-Київ)                 |
|   | ЗХ   | Україна    | Євген Хачеріді ( ПАОК)                        |
|   | ЗХ   | Україна    | Павло Лук'янчук ( Кішварда)                   |
|   | ЗХ   | Україна    | Олександр Мельник (оренда, Арсенал-Київ)      |
|   | ЗХ   | Перу       | Карлос Самбрано (оренда, Базель)              |
|   | ПЗ   | Парагвай   | Дерліс Гонсалес (оренда, Сантус)              |
|   | ПЗ   | Україна    | Олег Гусєв (завершив кар'єру)                 |
|   | ПЗ   | Україна    | Іван Калюжний (оренда, Металіст 1925)         |
|   | ПЗ   | Україна    | Максим Казаков ( Зоря (Луганськ))             |
|   | ПЗ   | Білорусь   | Микита Корзун (оренда, Динамо (Мінськ))       |
|   | ПЗ   | Україна    | Богдан Лєднєв (оренда, Зоря (Луганськ))       |
|   | ПЗ   | Україна    | Богдан Михайліченко (оренда, Зоря (Луганськ)) |
|   | ПЗ   | Україна    | Руслан Ротань (завершив кар'єру)              |
|   | ПЗ   | Україна    | Сергій Рибалка ( Сівасспор)                   |
|   | ПЗ   | Україна    | Денис Янаков (оренда, Арсенал-Київ)           |
|   | НП   | Україна    | Владислав Алєксєєв (оренда, Арсенал-Київ)     |
|   | НП   | Україна    | Дмитро Хльобас ( Десна)                       |
|   | НП   | Україна    | Юрій Козиренко ( Ворскла)                     |
|   | НП   | Україна    | Олег Лига ( Ворскла)                          |
|   | НП   | Бразилія   | Жуніор Мораес ( Шахтар (Донецьк))             |
|   | НП   | ДР Конго   | Дьємерсі Мбокані ( Антверпен)                 |
|   | НП   | Україна    | Даниїл Сухоручко (оренда, Арсенал-Київ)       |

| № | Поз. | Нац.       | Гравець                                       |
| - | ---- | ---------- | --------------------------------------------- |
|   | ВР   | Україна    | Максим Коваль (оренда, Аль-Фатех)             |
|   | ЗХ   | Португалія | Віторіну Антунеш ( Хетафе)                    |
|   | ЗХ   | Україна    | Владислав Дубінчак (оренда, Арсенал-Київ)     |
|   | ЗХ   | Україна    | Данило Карась ( Арсенал-Київ)                 |
|   | ЗХ   | Україна    | Євген Хачеріді ( ПАОК)                        |
|   | ЗХ   | Україна    | Павло Лук'янчук ( Кішварда)                   |
|   | ЗХ   | Україна    | Олександр Мельник (оренда, Арсенал-Київ)      |
|   | ЗХ   | Перу       | Карлос Самбрано (оренда, Базель)              |
|   | ПЗ   | Парагвай   | Дерліс Гонсалес (оренда, Сантус)              |
|   | ПЗ   | Україна    | Олег Гусєв (завершив кар'єру)                 |
|   | ПЗ   | Україна    | Іван Калюжний (оренда, Металіст 1925)         |
|   | ПЗ   | Україна    | Максим Казаков ( Зоря (Луганськ))             |
|   | ПЗ   | Білорусь   | Микита Корзун (оренда, Динамо (Мінськ))       |
|   | ПЗ   | Україна    | Богдан Лєднєв (оренда, Зоря (Луганськ))       |
|   | ПЗ   | Україна    | Богдан Михайліченко (оренда, Зоря (Луганськ)) |
|   | ПЗ   | Україна    | Руслан Ротань (завершив кар'єру)              |
|   | ПЗ   | Україна    | Сергій Рибалка ( Сівасспор)                   |
|   | ПЗ   | Україна    | Денис Янаков (оренда, Арсенал-Київ)           |
|   | НП   | Україна    | Владислав Алєксєєв (оренда, Арсенал-Київ)     |
|   | НП   | Україна    | Дмитро Хльобас ( Десна)                       |
|   | НП   | Україна    | Юрій Козиренко ( Ворскла)                     |
|   | НП   | Україна    | Олег Лига ( Ворскла)                          |
|   | НП   | Бразилія   | Жуніор Мораес ( Шахтар (Донецьк))             |
|   | НП   | ДР Конго   | Дьємерсі Мбокані ( Антверпен)                 |
|   | НП   | Україна    | Даниїл Сухоручко (оренда, Арсенал-Київ)       |

### «Зоря»
| № | Поз. | Нац.     | Гравець                                       |
| - | ---- | -------- | --------------------------------------------- |
|   | ВР   | Грузія   | Заурі Махарадзе ( Олімпік (Донецьк))          |
|   | ЗХ   | Україна  | Віталій Вернидуб ( Габала)                    |
|   | ПЗ   | Україна  | Леван Арвеладзе ( Десна)                      |
|   | ПЗ   | Україна  | Микита Каменюка (повернення оренди, Верес)    |
|   | ПЗ   | Україна  | Максим Казаков ( Динамо (Київ))               |
|   | ПЗ   | Україна  | Дмитро Хомченовський ( Урал)                  |
|   | ПЗ   | Україна  | Богдан Лєднєв (оренда, Динамо (Київ))         |
|   | ПЗ   | Україна  | Богдан Михайліченко (оренда, Динамо (Київ))   |
|   | НП   | Колумбія | Леонардо Асеведо (оренда, Спортінг (Лісабон)) |
|   | НП   | Бразилія | Рафаел Ратао ( Оесте)                         |

| № | Поз. | Нац.     | Гравець                                       |
| - | ---- | -------- | --------------------------------------------- |
|   | ВР   | Грузія   | Заурі Махарадзе ( Олімпік (Донецьк))          |
|   | ЗХ   | Україна  | Віталій Вернидуб ( Габала)                    |
|   | ПЗ   | Україна  | Леван Арвеладзе ( Десна)                      |
|   | ПЗ   | Україна  | Микита Каменюка (повернення оренди, Верес)    |
|   | ПЗ   | Україна  | Максим Казаков ( Динамо (Київ))               |
|   | ПЗ   | Україна  | Дмитро Хомченовський ( Урал)                  |
|   | ПЗ   | Україна  | Богдан Лєднєв (оренда, Динамо (Київ))         |
|   | ПЗ   | Україна  | Богдан Михайліченко (оренда, Динамо (Київ))   |
|   | НП   | Колумбія | Леонардо Асеведо (оренда, Спортінг (Лісабон)) |
|   | НП   | Бразилія | Рафаел Ратао ( Оесте)                         |

| № | Поз. | Нац.     | Гравець                                                   |
| - | ---- | -------- | --------------------------------------------------------- |
|   | ВР   | Україна  | Андрій Лунін ( Реал Мадрид)                               |
|   | ЗХ   | Марокко  | Мохамед Ель-Буаззаті (вільний агент)                      |
|   | ЗХ   | Україна  | Євген Опанасенко ( Коньяспор)                             |
|   | ПЗ   | Україна  | Олександр Андрієвський (повернення оренди, Динамо (Київ)) |
|   | ПЗ   | Україна  | Руслан Бабенко ( Чорноморець)                             |
|   | ПЗ   | Сербія   | Желько Любенович (завершив кар'єру)                       |
|   | ПЗ   | Камерун  | Гаель Ондуа ( Анжі)                                       |
|   | НП   | Франція  | Давід Фаупала ( Аполлон (Лімасол))                        |
|   | НП   | Бразилія | Юрі ( Ан-Наср)                                            |

| № | Поз. | Нац.     | Гравець                                                   |
| - | ---- | -------- | --------------------------------------------------------- |
|   | ВР   | Україна  | Андрій Лунін ( Реал Мадрид)                               |
|   | ЗХ   | Марокко  | Мохамед Ель-Буаззаті (вільний агент)                      |
|   | ЗХ   | Україна  | Євген Опанасенко ( Коньяспор)                             |
|   | ПЗ   | Україна  | Олександр Андрієвський (повернення оренди, Динамо (Київ)) |
|   | ПЗ   | Україна  | Руслан Бабенко ( Чорноморець)                             |
|   | ПЗ   | Сербія   | Желько Любенович (завершив кар'єру)                       |
|   | ПЗ   | Камерун  | Гаель Ондуа ( Анжі)                                       |
|   | НП   | Франція  | Давід Фаупала ( Аполлон (Лімасол))                        |
|   | НП   | Бразилія | Юрі ( Ан-Наср)                                            |

### «Карпати»
| № | Поз. | Нац.                 | Гравець                                            |
| - | ---- | -------------------- | -------------------------------------------------- |
|   | ВР   | Україна              | Максим Кучинський ( Полтава)                       |
|   | ВР   | Україна              | Олег Мозіль (повернення оренди, Львів)             |
|   | ВР   | Україна              | Микита Шевченко (оренда, Шахтар (Донецьк))         |
|   | ВР   | Україна              | Герман Пеньков ( Сталь (Кам'янське))               |
|   | ЗХ   | Україна              | Олег Бородай ( Полтава)                            |
|   | ЗХ   | Україна              | Олексій Ковтун ( Мінськ)                           |
|   | ЗХ   | Боснія і Герцеговина | Аді Мехремич ( Желєзнічар)                         |
|   | ЗХ   | Україна              | Богдан Векляк ( Скала (Стрий))                     |
|   | ПЗ   | Колумбія             | Хорхе Карраскаль ( Севілья Атлетіко)               |
|   | ПЗ   | Аргентина            | Франсіско Ді Франко ( Аполлон (Лімасол))           |
|   | НП   | Бразилія             | Вільям де Камарго (оренда, Леганес Б)              |
|   | НП   | Україна              | Віктор Хомченко (повернення оренди, Рух (Винники)) |
|   | НП   | Уругвай              | Кевін Мендес ( Рома)                               |
|   | НП   | Португалія           | Крістіан Понде ( Спортінг)                         |
|   | НП   | Уругвай              | Себастьян Рібас (повернення оренди, Патронато)     |

| № | Поз. | Нац.                 | Гравець                                            |
| - | ---- | -------------------- | -------------------------------------------------- |
|   | ВР   | Україна              | Максим Кучинський ( Полтава)                       |
|   | ВР   | Україна              | Олег Мозіль (повернення оренди, Львів)             |
|   | ВР   | Україна              | Микита Шевченко (оренда, Шахтар (Донецьк))         |
|   | ВР   | Україна              | Герман Пеньков ( Сталь (Кам'янське))               |
|   | ЗХ   | Україна              | Олег Бородай ( Полтава)                            |
|   | ЗХ   | Україна              | Олексій Ковтун ( Мінськ)                           |
|   | ЗХ   | Боснія і Герцеговина | Аді Мехремич ( Желєзнічар)                         |
|   | ЗХ   | Україна              | Богдан Векляк ( Скала (Стрий))                     |
|   | ПЗ   | Колумбія             | Хорхе Карраскаль ( Севілья Атлетіко)               |
|   | ПЗ   | Аргентина            | Франсіско Ді Франко ( Аполлон (Лімасол))           |
|   | НП   | Бразилія             | Вільям де Камарго (оренда, Леганес Б)              |
|   | НП   | Україна              | Віктор Хомченко (повернення оренди, Рух (Винники)) |
|   | НП   | Уругвай              | Кевін Мендес ( Рома)                               |
|   | НП   | Португалія           | Крістіан Понде ( Спортінг)                         |
|   | НП   | Уругвай              | Себастьян Рібас (повернення оренди, Патронато)     |

| № | Поз. | Нац.     | Гравець                                            |
| - | ---- | -------- | -------------------------------------------------- |
|   | ВР   | Україна  | Олег Мозіль ( Полісся)                             |
|   | ВР   | Україна  | Роман Мисак ( Олімпік (Донецьк))                   |
|   | ВР   | Україна  | Олексій Шевченко ( Шахтар (Донецьк))               |
|   | ЗХ   | Україна  | Іван Лобай ( Рух (Винники))                        |
|   | ЗХ   | Грузія   | Ніка Сандохадзе (оренда, РФШ)                      |
|   | ЗХ   | Україна  | Назар Стасишин (оренда, Волинь)                    |
|   | ЗХ   | Україна  | Назар Виздрик ( Зірка (Кропивницький))             |
|   | ЗХ   | Україна  | Юрій Завінський (вільний агент)                    |
|   | ПЗ   | Україна  | Андрій Бусько (оренда, Рух (Винники))              |
|   | ПЗ   | Україна  | Амбросій Чачуа ( Акжайик)                          |
|   | ПЗ   | Україна  | Роман Лебедь (вільний агент)                       |
|   | НП   | Україна  | Віктор Хомченко ( Авангард (Краматорськ))          |
|   | НП   | Україна  | Леонід Акулінін (вільний агент)                    |
|   | НП   | Колумбія | Маурісіо Кортес (повернення оренди, Індепендьєнте) |
|   | НП   | Україна  | Ігор Карпенко (оренда, Волинь)                     |
|   | НП   | Україна  | Тарас Пецків ( Верес)                              |
|   | НП   | Україна  | Андрій Ременюк (оренда, Рух (Винники))             |
|   | НП   | Уругвай  | Себастьян Рібас ( Ланус)                           |
|   | НП   | Україна  | Максим Саламаха ( Верес)                           |
|   | НП   | Україна  | Володимир Войтович (оренда, Рух (Винники))         |
|   | НП   | Україна  | Дмитро Заїкин ( Верес)                             |

| № | Поз. | Нац.     | Гравець                                            |
| - | ---- | -------- | -------------------------------------------------- |
|   | ВР   | Україна  | Олег Мозіль ( Полісся)                             |
|   | ВР   | Україна  | Роман Мисак ( Олімпік (Донецьк))                   |
|   | ВР   | Україна  | Олексій Шевченко ( Шахтар (Донецьк))               |
|   | ЗХ   | Україна  | Іван Лобай ( Рух (Винники))                        |
|   | ЗХ   | Грузія   | Ніка Сандохадзе (оренда, РФШ)                      |
|   | ЗХ   | Україна  | Назар Стасишин (оренда, Волинь)                    |
|   | ЗХ   | Україна  | Назар Виздрик ( Зірка (Кропивницький))             |
|   | ЗХ   | Україна  | Юрій Завінський (вільний агент)                    |
|   | ПЗ   | Україна  | Андрій Бусько (оренда, Рух (Винники))              |
|   | ПЗ   | Україна  | Амбросій Чачуа ( Акжайик)                          |
|   | ПЗ   | Україна  | Роман Лебедь (вільний агент)                       |
|   | НП   | Україна  | Віктор Хомченко ( Авангард (Краматорськ))          |
|   | НП   | Україна  | Леонід Акулінін (вільний агент)                    |
|   | НП   | Колумбія | Маурісіо Кортес (повернення оренди, Індепендьєнте) |
|   | НП   | Україна  | Ігор Карпенко (оренда, Волинь)                     |
|   | НП   | Україна  | Тарас Пецків ( Верес)                              |
|   | НП   | Україна  | Андрій Ременюк (оренда, Рух (Винники))             |
|   | НП   | Уругвай  | Себастьян Рібас ( Ланус)                           |
|   | НП   | Україна  | Максим Саламаха ( Верес)                           |
|   | НП   | Україна  | Володимир Войтович (оренда, Рух (Винники))         |
|   | НП   | Україна  | Дмитро Заїкин ( Верес)                             |

### «Львів»
| № | Поз. | Нац.     | Гравець                                |
| - | ---- | -------- | -------------------------------------- |
|   | ВР   | Україна  | Олександр Бандура ( Верес)             |
|   | ВР   | Україна  | Богдан Друзь ( Олімпік (Харків))       |
|   | ВР   | Україна  | Богдан Сарнавський ( Верес)            |
|   | ЗХ   | Україна  | Володимир Адамюк ( Верес)              |
|   | ЗХ   | Україна  | Василь Білий ( Рух (Винники))          |
|   | ЗХ   | Україна  | Сергій Борзенко ( Верес)               |
|   | ЗХ   | Україна  | Семен Даценко ( «Моста»)               |
|   | ЗХ   | Україна  | Володимир Домніцак ( Верес)            |
|   | ЗХ   | Україна  | Олександр Голіков ( Полтава)           |
|   | ЗХ   | Україна  | Вадим Парамонов ( Полтава)             |
|   | ЗХ   | Україна  | Владислав Приймак ( Верес)             |
|   | ЗХ   | Україна  | Юрій Путраш ( «Акжайик»)               |
|   | ЗХ   | Бразилія | Лукас Тейлор (оренда, Палмейрас)       |
|   | ЗХ   | Україна  | Сергій Воронін ( Суми)                 |
|   | ЗХ   | Україна  | Артур Западня ( Верес)                 |
|   | ПЗ   | Бразилія | Аугусто (вільний агент)                |
|   | ПЗ   | Україна  | Юрій Іваночко ( Верес)                 |
|   | ПЗ   | Бразилія | Жонатан ( Греміо Новорізонтіно)        |
|   | ПЗ   | Україна  | Максим Каленчук ( Верес)               |
|   | ПЗ   | Бразилія | Мартан (вільний агент)                 |
|   | ПЗ   | Україна  | Іван Павлюх ( Верес)                   |
|   | ПЗ   | Бразилія | Сабіно (вільний агент)                 |
|   | ПЗ   | Україна  | Ростислав Волошинович ( Верес)         |
|   | НП   | Бразилія | Бруно ( Португеза Деспортос)           |
|   | НП   | Бразилія | Енріке (вільний агент)                 |
|   | НП   | Бразилія | Жуліо Сезар ( Верес)                   |
|   | НП   | Бразилія | Гільєрме Панамбі (вільний агент)       |
|   | НП   | Україна  | Сергій Петров ( Зірка (Кропивницький)) |
|   | НП   | Україна  | Віталій Микитин ( Верес)               |

| № | Поз. | Нац.     | Гравець                                |
| - | ---- | -------- | -------------------------------------- |
|   | ВР   | Україна  | Олександр Бандура ( Верес)             |
|   | ВР   | Україна  | Богдан Друзь ( Олімпік (Харків))       |
|   | ВР   | Україна  | Богдан Сарнавський ( Верес)            |
|   | ЗХ   | Україна  | Володимир Адамюк ( Верес)              |
|   | ЗХ   | Україна  | Василь Білий ( Рух (Винники))          |
|   | ЗХ   | Україна  | Сергій Борзенко ( Верес)               |
|   | ЗХ   | Україна  | Семен Даценко ( «Моста»)               |
|   | ЗХ   | Україна  | Володимир Домніцак ( Верес)            |
|   | ЗХ   | Україна  | Олександр Голіков ( Полтава)           |
|   | ЗХ   | Україна  | Вадим Парамонов ( Полтава)             |
|   | ЗХ   | Україна  | Владислав Приймак ( Верес)             |
|   | ЗХ   | Україна  | Юрій Путраш ( «Акжайик»)               |
|   | ЗХ   | Бразилія | Лукас Тейлор (оренда, Палмейрас)       |
|   | ЗХ   | Україна  | Сергій Воронін ( Суми)                 |
|   | ЗХ   | Україна  | Артур Западня ( Верес)                 |
|   | ПЗ   | Бразилія | Аугусто (вільний агент)                |
|   | ПЗ   | Україна  | Юрій Іваночко ( Верес)                 |
|   | ПЗ   | Бразилія | Жонатан ( Греміо Новорізонтіно)        |
|   | ПЗ   | Україна  | Максим Каленчук ( Верес)               |
|   | ПЗ   | Бразилія | Мартан (вільний агент)                 |
|   | ПЗ   | Україна  | Іван Павлюх ( Верес)                   |
|   | ПЗ   | Бразилія | Сабіно (вільний агент)                 |
|   | ПЗ   | Україна  | Ростислав Волошинович ( Верес)         |
|   | НП   | Бразилія | Бруно ( Португеза Деспортос)           |
|   | НП   | Бразилія | Енріке (вільний агент)                 |
|   | НП   | Бразилія | Жуліо Сезар ( Верес)                   |
|   | НП   | Бразилія | Гільєрме Панамбі (вільний агент)       |
|   | НП   | Україна  | Сергій Петров ( Зірка (Кропивницький)) |
|   | НП   | Україна  | Віталій Микитин ( Верес)               |

| № | Поз. | Нац.    | Гравець                                  |
| - | ---- | ------- | ---------------------------------------- |
|   | ВР   | Україна | Роман Герич ( Калуш)                     |
|   | ВР   | Україна | Олег Мозіль (повернення оренди, Карпати) |
|   | ЗХ   | Україна | Гліб Бухал ( Олександрія)                |
|   | ЗХ   | Україна | Олександр Гринишин (вільний агент)       |
|   | ЗХ   | Україна | Анатолій Кучинський (вільний агент)      |
|   | ЗХ   | Україна | Олег Матушевський ( Калуш)               |
|   | ЗХ   | Україна | Олександр Романчук ( Динамо (Київ))      |
|   | ЗХ   | Україна | Сергій Сімінін ( Волинь)                 |
|   | ПЗ   | Україна | Роман Багдай (вільний агент)             |
|   | ПЗ   | Україна | Тарас Коблюк (вільний агент)             |
|   | ПЗ   | Україна | Олег Панасюк (вільний агент)             |
|   | ПЗ   | Україна | Ігор Поручинський ( Полісся)             |
|   | ПЗ   | Україна | Олег Мізерник ( Нива (Тернопіль))        |
|   | ПЗ   | Україна | Володимир Савошко ( Нива (Вінниця))      |
|   | ПЗ   | Україна | Юрій Шпирка ( Динамо (Київ))             |
|   | ПЗ   | Україна | Михайло Зайчук (вільний агент)           |
|   | НП   | Україна | Ярослав Матвіїв ( Калуш)                 |
|   | НП   | Україна | Олексій Омельченко                       |
|   | НП   | Україна | Руслан Степанюк ( Жетису)                |

| № | Поз. | Нац.    | Гравець                                  |
| - | ---- | ------- | ---------------------------------------- |
|   | ВР   | Україна | Роман Герич ( Калуш)                     |
|   | ВР   | Україна | Олег Мозіль (повернення оренди, Карпати) |
|   | ЗХ   | Україна | Гліб Бухал ( Олександрія)                |
|   | ЗХ   | Україна | Олександр Гринишин (вільний агент)       |
|   | ЗХ   | Україна | Анатолій Кучинський (вільний агент)      |
|   | ЗХ   | Україна | Олег Матушевський ( Калуш)               |
|   | ЗХ   | Україна | Олександр Романчук ( Динамо (Київ))      |
|   | ЗХ   | Україна | Сергій Сімінін ( Волинь)                 |
|   | ПЗ   | Україна | Роман Багдай (вільний агент)             |
|   | ПЗ   | Україна | Тарас Коблюк (вільний агент)             |
|   | ПЗ   | Україна | Олег Панасюк (вільний агент)             |
|   | ПЗ   | Україна | Ігор Поручинський ( Полісся)             |
|   | ПЗ   | Україна | Олег Мізерник ( Нива (Тернопіль))        |
|   | ПЗ   | Україна | Володимир Савошко ( Нива (Вінниця))      |
|   | ПЗ   | Україна | Юрій Шпирка ( Динамо (Київ))             |
|   | ПЗ   | Україна | Михайло Зайчук (вільний агент)           |
|   | НП   | Україна | Ярослав Матвіїв ( Калуш)                 |
|   | НП   | Україна | Олексій Омельченко                       |
|   | НП   | Україна | Руслан Степанюк ( Жетису)                |

### «Маріуполь»
| № | Поз. | Нац.    | Гравець                                     |
| - | ---- | ------- | ------------------------------------------- |
|   | ВР   | Україна | Євген Гриценко (оренда, Шахтар (Донецьк))   |
|   | ЗХ   | Україна | Сергій Чоботенко (оренда, Шахтар (Донецьк)) |
|   | ПЗ   | Україна | Ігор Биковський ( «Яруд»)                   |
|   | ПЗ   | Україна | Валерій Федорчук ( Рига)                    |
|   | ПЗ   | Україна | Кирило Матвєєв ( Арсенал-Київ)              |
|   | ПЗ   | Україна | Павло Полегенько ( Зірка (Кропивницький))   |
|   | ПЗ   | Україна | Олександр Зубков (оренда, Шахтар (Донецьк)) |
|   | НП   | Україна | Руслан Фомін ( Шахтар (Донецьк))            |
|   | НП   | Україна | Владислав Вакула ( Сталь (Кам'янське))      |

| № | Поз. | Нац.    | Гравець                                     |
| - | ---- | ------- | ------------------------------------------- |
|   | ВР   | Україна | Євген Гриценко (оренда, Шахтар (Донецьк))   |
|   | ЗХ   | Україна | Сергій Чоботенко (оренда, Шахтар (Донецьк)) |
|   | ПЗ   | Україна | Ігор Биковський ( «Яруд»)                   |
|   | ПЗ   | Україна | Валерій Федорчук ( Рига)                    |
|   | ПЗ   | Україна | Кирило Матвєєв ( Арсенал-Київ)              |
|   | ПЗ   | Україна | Павло Полегенько ( Зірка (Кропивницький))   |
|   | ПЗ   | Україна | Олександр Зубков (оренда, Шахтар (Донецьк)) |
|   | НП   | Україна | Руслан Фомін ( Шахтар (Донецьк))            |
|   | НП   | Україна | Владислав Вакула ( Сталь (Кам'янське))      |

| № | Поз. | Нац.    | Гравець                                                  |
| - | ---- | ------- | -------------------------------------------------------- |
|   | ВР   | Україна | Ігор Левченко ( Марієгамн)                               |
|   | ЗХ   | Україна | Олександр Насонов ( Арсенал (Київ))                      |
|   | ЗХ   | Україна | Євген Неплях ( Волинь)                                   |
|   | ПЗ   | Україна | Сергій Болбат (повернення оренди, Шахтар (Донецьк))      |
|   | ПЗ   | Україна | Денис Дедечко ( СКА-Хабаровськ)                          |
|   | ПЗ   | Сенегал | Роже Гоміс (вільний агент)                               |
|   | ПЗ   | Україна | Андрій Тотовицький (повернення оренди, Шахтар (Донецьк)) |
|   | НП   | Україна | Денис Арендарук (повернення оренди, Шахтар (Донецьк))    |
|   | НП   | Україна | Анатолій Діденко ( Чорноморець (Одеса))                  |

| № | Поз. | Нац.    | Гравець                                                  |
| - | ---- | ------- | -------------------------------------------------------- |
|   | ВР   | Україна | Ігор Левченко ( Марієгамн)                               |
|   | ЗХ   | Україна | Олександр Насонов ( Арсенал (Київ))                      |
|   | ЗХ   | Україна | Євген Неплях ( Волинь)                                   |
|   | ПЗ   | Україна | Сергій Болбат (повернення оренди, Шахтар (Донецьк))      |
|   | ПЗ   | Україна | Денис Дедечко ( СКА-Хабаровськ)                          |
|   | ПЗ   | Сенегал | Роже Гоміс (вільний агент)                               |
|   | ПЗ   | Україна | Андрій Тотовицький (повернення оренди, Шахтар (Донецьк)) |
|   | НП   | Україна | Денис Арендарук (повернення оренди, Шахтар (Донецьк))    |
|   | НП   | Україна | Анатолій Діденко ( Чорноморець (Одеса))                  |

### «Олександрія»
| № | Поз. | Нац.     | Гравець                                           |
| - | ---- | -------- | ------------------------------------------------- |
|   | ЗХ   | Україна  | Гліб Бухал ( Львів)                               |
|   | ЗХ   | Україна  | Дмитро Семенов ( Дніпро)                          |
|   | ПЗ   | Україна  | Кирило Дришлюк ( Зірка (Кропивницький))           |
|   | ПЗ   | Україна  | Кирило Костенко ( Сталь (Кам'янське))             |
|   | ПЗ   | Україна  | Ковалець Кирило Сергійович ( Чорноморець (Одеса)) |
|   | ПЗ   | Україна  | Максим Задерака ( Сталь (Кам'янське))             |
|   | НП   | Бразилія | Віктор Сезар (вільний агент)                      |

| № | Поз. | Нац.     | Гравець                                           |
| - | ---- | -------- | ------------------------------------------------- |
|   | ЗХ   | Україна  | Гліб Бухал ( Львів)                               |
|   | ЗХ   | Україна  | Дмитро Семенов ( Дніпро)                          |
|   | ПЗ   | Україна  | Кирило Дришлюк ( Зірка (Кропивницький))           |
|   | ПЗ   | Україна  | Кирило Костенко ( Сталь (Кам'янське))             |
|   | ПЗ   | Україна  | Ковалець Кирило Сергійович ( Чорноморець (Одеса)) |
|   | ПЗ   | Україна  | Максим Задерака ( Сталь (Кам'янське))             |
|   | НП   | Бразилія | Віктор Сезар (вільний агент)                      |

| № | Поз. | Нац.    | Гравець                                                |
| - | ---- | ------- | ------------------------------------------------------ |
|   | ЗХ   | Україна | Андрій Бацула ( Кортрейк)                              |
|   | ЗХ   | Україна | Гліб Бухал (повернення оренди, Львів)                  |
|   | ЗХ   | Україна | Сергій Чеботаєв ( Дніпро-1)                            |
|   | ЗХ   | Україна | Андрій Гітченко ( Десна)                               |
|   | ПЗ   | Україна | Віталій Кольцов ( Олімпік (Донецьк))                   |
|   | ПЗ   | Україна | Сергій Старенький ( Десна)                             |
|   | ПЗ   | Україна | Олексій Зінкевич (повернення оренди, Шахтар (Донецьк)) |

| № | Поз. | Нац.    | Гравець                                                |
| - | ---- | ------- | ------------------------------------------------------ |
|   | ЗХ   | Україна | Андрій Бацула ( Кортрейк)                              |
|   | ЗХ   | Україна | Гліб Бухал (повернення оренди, Львів)                  |
|   | ЗХ   | Україна | Сергій Чеботаєв ( Дніпро-1)                            |
|   | ЗХ   | Україна | Андрій Гітченко ( Десна)                               |
|   | ПЗ   | Україна | Віталій Кольцов ( Олімпік (Донецьк))                   |
|   | ПЗ   | Україна | Сергій Старенький ( Десна)                             |
|   | ПЗ   | Україна | Олексій Зінкевич (повернення оренди, Шахтар (Донецьк)) |

### «Олімпік»
| № | Поз. | Нац.    | Гравець                                                     |
| - | ---- | ------- | ----------------------------------------------------------- |
|   | ВР   | Україна | Ярослав Котляров (повернення оренди, Суднобудівник)         |
|   | ВР   | Україна | Володимир Кринський ( Полтава)                              |
|   | ВР   | Україна | Костянтин Махновський (оренда, Десна)                       |
|   | ВР   | Україна | Роман Мисак ( Карпати (Львів))                              |
|   | ЗХ   | Україна | Дмитро Гришко ( СКА-Хабаровськ)                             |
|   | ЗХ   | Україна | Антон Кравченко ( Карабюкспор)                              |
|   | ЗХ   | Україна | Сергій Мелінишин ( Волинь)                                  |
|   | ЗХ   | Україна | Євгеній Зубейко ( Чорноморець)                              |
|   | ПЗ   | Україна | Дмитро Білоног (оренда, Зірка (Кропивницький))              |
|   | ПЗ   | Франція | Максім Тейшейра ( «Авуан»)                                  |
|   | ПЗ   | Нігерія | Девід Еногела ( «Янг Старз»)                                |
|   | ПЗ   | Україна | Віталій Кольцов ( Олександрія)                              |
|   | ПЗ   | Україна | Павло Ксьонз ( Сандеція)                                    |
|   | ПЗ   | Україна | Євген Морозенко ( Верес)                                    |
|   | ПЗ   | Україна | Станіслав Шарай (повернення оренди, Авангард (Краматорськ)) |
|   | ПЗ   | Україна | Владислав Шарай (повернення оренди, Авангард (Краматорськ)) |
|   | ПЗ   | Україна | Євген Трояновський ( Полтава)                               |
|   | НП   | Україна | Максим Дегтярьов ( Полтава)                                 |
|   | НП   | Україна | Артур Загорулько ( Шахтар (Донецьк))                        |

| № | Поз. | Нац.    | Гравець                                                     |
| - | ---- | ------- | ----------------------------------------------------------- |
|   | ВР   | Україна | Ярослав Котляров (повернення оренди, Суднобудівник)         |
|   | ВР   | Україна | Володимир Кринський ( Полтава)                              |
|   | ВР   | Україна | Костянтин Махновський (оренда, Десна)                       |
|   | ВР   | Україна | Роман Мисак ( Карпати (Львів))                              |
|   | ЗХ   | Україна | Дмитро Гришко ( СКА-Хабаровськ)                             |
|   | ЗХ   | Україна | Антон Кравченко ( Карабюкспор)                              |
|   | ЗХ   | Україна | Сергій Мелінишин ( Волинь)                                  |
|   | ЗХ   | Україна | Євгеній Зубейко ( Чорноморець)                              |
|   | ПЗ   | Україна | Дмитро Білоног (оренда, Зірка (Кропивницький))              |
|   | ПЗ   | Франція | Максім Тейшейра ( «Авуан»)                                  |
|   | ПЗ   | Нігерія | Девід Еногела ( «Янг Старз»)                                |
|   | ПЗ   | Україна | Віталій Кольцов ( Олександрія)                              |
|   | ПЗ   | Україна | Павло Ксьонз ( Сандеція)                                    |
|   | ПЗ   | Україна | Євген Морозенко ( Верес)                                    |
|   | ПЗ   | Україна | Станіслав Шарай (повернення оренди, Авангард (Краматорськ)) |
|   | ПЗ   | Україна | Владислав Шарай (повернення оренди, Авангард (Краматорськ)) |
|   | ПЗ   | Україна | Євген Трояновський ( Полтава)                               |
|   | НП   | Україна | Максим Дегтярьов ( Полтава)                                 |
|   | НП   | Україна | Артур Загорулько ( Шахтар (Донецьк))                        |

| № | Поз. | Нац.             | Гравець                                          |
| - | ---- | ---------------- | ------------------------------------------------ |
|   | ВР   | Україна          | Ярослав Котляров ( Кремінь)                      |
|   | ВР   | Україна          | Артем Кичак ( МТК (Будапешт))                    |
|   | ВР   | Грузія           | Заурі Махарадзе ( Зоря (Луганськ))               |
|   | ВР   | Україна          | Роман Мисак (вільний агент)                      |
|   | ЗХ   | Республіка Конго | Владіс-Еммерсон Іллой-Айєт ( Вайле)              |
|   | ЗХ   | Україна          | Артем Козлов (оренда, Суми)                      |
|   | ЗХ   | Україна          | Сергій Кулинич ( Спартак (Суботиця))             |
|   | ЗХ   | Україна          | Андрій Міщенко (вільний агент)                   |
|   | ЗХ   | Грузія           | Лука Надірадзе ( Суми)                           |
|   | ЗХ   | Україна          | Зураб Очігава (повернення оренди, Динамо (Київ)) |
|   | ЗХ   | Україна          | Вадим Счастливцев ( Авангард (Краматорськ)).     |
|   | ЗХ   | Україна          | Назар Єдинак (вільний агент)                     |
|   | ПЗ   | Україна          | Владислав Апостолюк (оренда, Фремад Амагер)      |
|   | ПЗ   | Бразилія         | Леонідас (вільний агент)                         |
|   | ПЗ   | Україна          | Іван Брікнер ( Рух (Винники))                    |
|   | ПЗ   | Україна          | Володимир Доронін ( Арсенал-Київ)                |
|   | ПЗ   | Україна          | Руслан Кісіль ( Десна)                           |
|   | ПЗ   | Україна          | Владислав Хомутов ( Чорноморець)                 |
|   | ПЗ   | Україна          | Євген Морозенко (вільний агент)                  |
|   | ПЗ   | Україна          | Артем Щедрий ( Дніпро-1)                         |
|   | ПЗ   | Україна          | Станіслав Шарай (оренда, Суми)                   |
|   | ПЗ   | Україна          | Владислав Шарай (оренда, Суми)                   |
|   | ПЗ   | Хорватія         | Йосип Вукович ( Марітіму)                        |
|   | НП   | Україна          | Станіслав Біленький ( ДАК 1904)                  |
|   | НП   | Україна          | Юрій Захарків ( Атлантас)                        |
|   | НП   | Україна          | Артур Загорулько ( Рух (Винники))                |

| № | Поз. | Нац.             | Гравець                                          |
| - | ---- | ---------------- | ------------------------------------------------ |
|   | ВР   | Україна          | Ярослав Котляров ( Кремінь)                      |
|   | ВР   | Україна          | Артем Кичак ( МТК (Будапешт))                    |
|   | ВР   | Грузія           | Заурі Махарадзе ( Зоря (Луганськ))               |
|   | ВР   | Україна          | Роман Мисак (вільний агент)                      |
|   | ЗХ   | Республіка Конго | Владіс-Еммерсон Іллой-Айєт ( Вайле)              |
|   | ЗХ   | Україна          | Артем Козлов (оренда, Суми)                      |
|   | ЗХ   | Україна          | Сергій Кулинич ( Спартак (Суботиця))             |
|   | ЗХ   | Україна          | Андрій Міщенко (вільний агент)                   |
|   | ЗХ   | Грузія           | Лука Надірадзе ( Суми)                           |
|   | ЗХ   | Україна          | Зураб Очігава (повернення оренди, Динамо (Київ)) |
|   | ЗХ   | Україна          | Вадим Счастливцев ( Авангард (Краматорськ)).     |
|   | ЗХ   | Україна          | Назар Єдинак (вільний агент)                     |
|   | ПЗ   | Україна          | Владислав Апостолюк (оренда, Фремад Амагер)      |
|   | ПЗ   | Бразилія         | Леонідас (вільний агент)                         |
|   | ПЗ   | Україна          | Іван Брікнер ( Рух (Винники))                    |
|   | ПЗ   | Україна          | Володимир Доронін ( Арсенал-Київ)                |
|   | ПЗ   | Україна          | Руслан Кісіль ( Десна)                           |
|   | ПЗ   | Україна          | Владислав Хомутов ( Чорноморець)                 |
|   | ПЗ   | Україна          | Євген Морозенко (вільний агент)                  |
|   | ПЗ   | Україна          | Артем Щедрий ( Дніпро-1)                         |
|   | ПЗ   | Україна          | Станіслав Шарай (оренда, Суми)                   |
|   | ПЗ   | Україна          | Владислав Шарай (оренда, Суми)                   |
|   | ПЗ   | Хорватія         | Йосип Вукович ( Марітіму)                        |
|   | НП   | Україна          | Станіслав Біленький ( ДАК 1904)                  |
|   | НП   | Україна          | Юрій Захарків ( Атлантас)                        |
|   | НП   | Україна          | Артур Загорулько ( Рух (Винники))                |

### «Чорноморець»
| № | Поз. | Нац.    | Гравець                                             |
| - | ---- | ------- | --------------------------------------------------- |
|   | ВР   | Україна | Сергій Літовченко ( Кяпаз)                          |
|   | ВР   | Україна | Богдан Лободров (повернення оренди, Балкани)        |
|   | ЗХ   | Україна | Гліб Грачов ( Сталь (Кам'янське))                   |
|   | ЗХ   | Україна | Олександр Калітов ( Нива (Вінниця))                 |
|   | ЗХ   | Україна | Владислав Щетінін (повернення оренди, Жемчужина)    |
|   | ЗХ   | Україна | Олег Остапенко ( Ворскла)                           |
|   | ЗХ   | Україна | Дмитро Рижук ( Хапоель (Афула))                     |
|   | ЗХ   | Україна | Іван Трубочкін ( Арсенал-Київ)                      |
|   | ПЗ   | Україна | Руслан Бабенко ( Зоря (Луганськ))                   |
|   | ПЗ   | Україна | Олексій Чернишов (повернення оренди, Жемчужина)     |
|   | ПЗ   | Україна | Владислав Хомутов ( Олімпік (Донецьк))              |
|   | ПЗ   | Україна | Артур Карноза ( Дніпро-1)                           |
|   | ПЗ   | Україна | Дмитро Леонов ( Колос (Ковалівка))                  |
|   | ПЗ   | Україна | Денис Норенков ( Жемчужина)                         |
|   | ПЗ   | Україна | Михайло Попов (повернення оренди, Жемчужина)        |
|   | ПЗ   | Україна | Олексій Савченко ( Полтава)                         |
|   | ПЗ   | Україна | Артем Селезньов (повернення оренди, Жемчужина)      |
|   | ПЗ   | Україна | Віктор Серденюк (повернення оренди, Жемчужина)      |
|   | ПЗ   | Україна | Максим Войтіховський ( Дніпро)                      |
|   | НП   | Україна | Анатолій Діденко ( Маріуполь)                       |
|   | НП   | Україна | Олексій Хобленко (повернення оренди, Лех (Познань)) |
|   | НП   | Україна | Володимир Коваль ( Олімпія (Грудзьондз))            |
|   | НП   | Україна | Іван Михайленко ( Дніпро)                           |

| № | Поз. | Нац.    | Гравець                                             |
| - | ---- | ------- | --------------------------------------------------- |
|   | ВР   | Україна | Сергій Літовченко ( Кяпаз)                          |
|   | ВР   | Україна | Богдан Лободров (повернення оренди, Балкани)        |
|   | ЗХ   | Україна | Гліб Грачов ( Сталь (Кам'янське))                   |
|   | ЗХ   | Україна | Олександр Калітов ( Нива (Вінниця))                 |
|   | ЗХ   | Україна | Владислав Щетінін (повернення оренди, Жемчужина)    |
|   | ЗХ   | Україна | Олег Остапенко ( Ворскла)                           |
|   | ЗХ   | Україна | Дмитро Рижук ( Хапоель (Афула))                     |
|   | ЗХ   | Україна | Іван Трубочкін ( Арсенал-Київ)                      |
|   | ПЗ   | Україна | Руслан Бабенко ( Зоря (Луганськ))                   |
|   | ПЗ   | Україна | Олексій Чернишов (повернення оренди, Жемчужина)     |
|   | ПЗ   | Україна | Владислав Хомутов ( Олімпік (Донецьк))              |
|   | ПЗ   | Україна | Артур Карноза ( Дніпро-1)                           |
|   | ПЗ   | Україна | Дмитро Леонов ( Колос (Ковалівка))                  |
|   | ПЗ   | Україна | Денис Норенков ( Жемчужина)                         |
|   | ПЗ   | Україна | Михайло Попов (повернення оренди, Жемчужина)        |
|   | ПЗ   | Україна | Олексій Савченко ( Полтава)                         |
|   | ПЗ   | Україна | Артем Селезньов (повернення оренди, Жемчужина)      |
|   | ПЗ   | Україна | Віктор Серденюк (повернення оренди, Жемчужина)      |
|   | ПЗ   | Україна | Максим Войтіховський ( Дніпро)                      |
|   | НП   | Україна | Анатолій Діденко ( Маріуполь)                       |
|   | НП   | Україна | Олексій Хобленко (повернення оренди, Лех (Познань)) |
|   | НП   | Україна | Володимир Коваль ( Олімпія (Грудзьондз))            |
|   | НП   | Україна | Іван Михайленко ( Дніпро)                           |

| № | Поз. | Нац.     | Гравець                              |
| - | ---- | -------- | ------------------------------------ |
|   | ВР   | Україна  | Богдан Лободров ( Балкани)           |
|   | ВР   | Україна  | Андрій Новак ( Прикарпаття)          |
|   | ЗХ   | Гвінея   | Фуссені Бамба ( Гонвед)              |
|   | ЗХ   | Україна  | Микола Іщенко (вільний агент)        |
|   | ЗХ   | Україна  | Сергій Люлька ( Десна)               |
|   | ЗХ   | Україна  | Євген Мартиненко ( Ворскла)          |
|   | ЗХ   | Україна  | Владислав Щетінін ( Кремінь)         |
|   | ЗХ   | Франція  | Мамаду Ваг (вільний агент)           |
|   | ЗХ   | Україна  | Євгеній Зубейко ( Олімпік (Донецьк)) |
|   | ЗХ   | Хорватія | Івіца Жунич ( Атирау)                |
|   | ПЗ   | Україна  | Іван Бобко (вільний агент)           |
|   | ПЗ   | Україна  | Олексій Чернишов ( Балкани)          |
|   | ПЗ   | Бразилія | Гуттінер (вільний агент)             |
|   | ПЗ   | Україна  | Кирило Ковалець ( Олександрія)       |
|   | ПЗ   | Україна  | Олександр Машнін (вільний агент)     |
|   | ПЗ   | Україна  | Павло Оріховський ( Арсенал-Київ)    |
|   | ПЗ   | Україна  | Михайло Попов ( Кремінь)             |
|   | ПЗ   | Україна  | Віктор Серденюк ( Кремінь)           |
|   | ПЗ   | Україна  | Максим Третьяков ( ДАК 1904)         |
|   | НП   | Україна  | Олександр Гладкий ( Чайкур Різеспор) |
|   | НП   | Україна  | Олексій Хобленко ( Динамо-Берестя)   |
|   | НП   | Україна  | Іван Матяж (вільний агент)           |
|   | НП   | Бразилія | Сілвіо (вільний агент)               |

| № | Поз. | Нац.     | Гравець                              |
| - | ---- | -------- | ------------------------------------ |
|   | ВР   | Україна  | Богдан Лободров ( Балкани)           |
|   | ВР   | Україна  | Андрій Новак ( Прикарпаття)          |
|   | ЗХ   | Гвінея   | Фуссені Бамба ( Гонвед)              |
|   | ЗХ   | Україна  | Микола Іщенко (вільний агент)        |
|   | ЗХ   | Україна  | Сергій Люлька ( Десна)               |
|   | ЗХ   | Україна  | Євген Мартиненко ( Ворскла)          |
|   | ЗХ   | Україна  | Владислав Щетінін ( Кремінь)         |
|   | ЗХ   | Франція  | Мамаду Ваг (вільний агент)           |
|   | ЗХ   | Україна  | Євгеній Зубейко ( Олімпік (Донецьк)) |
|   | ЗХ   | Хорватія | Івіца Жунич ( Атирау)                |
|   | ПЗ   | Україна  | Іван Бобко (вільний агент)           |
|   | ПЗ   | Україна  | Олексій Чернишов ( Балкани)          |
|   | ПЗ   | Бразилія | Гуттінер (вільний агент)             |
|   | ПЗ   | Україна  | Кирило Ковалець ( Олександрія)       |
|   | ПЗ   | Україна  | Олександр Машнін (вільний агент)     |
|   | ПЗ   | Україна  | Павло Оріховський ( Арсенал-Київ)    |
|   | ПЗ   | Україна  | Михайло Попов ( Кремінь)             |
|   | ПЗ   | Україна  | Віктор Серденюк ( Кремінь)           |
|   | ПЗ   | Україна  | Максим Третьяков ( ДАК 1904)         |
|   | НП   | Україна  | Олександр Гладкий ( Чайкур Різеспор) |
|   | НП   | Україна  | Олексій Хобленко ( Динамо-Берестя)   |
|   | НП   | Україна  | Іван Матяж (вільний агент)           |
|   | НП   | Бразилія | Сілвіо (вільний агент)               |

### «Шахтар»
| № | Поз. | Нац.     | Гравець                                                  |
| - | ---- | -------- | -------------------------------------------------------- |
|   | ВР   | Україна  | Олексій Шевченко ( Карпати (Львів))                      |
|   | ЗХ   | Бразилія | Марсіо Асеведо (повернення оренди, ПАОК)                 |
|   | ЗХ   | Україна  | Олександр Масалов (повернення оренди, Колос (Ковалівка)) |
|   | ЗХ   | Україна  | Едуард Соболь (повернення оренди, Славія)                |
|   | ПЗ   | Україна  | Сергій Болбат (повернення оренди, Маріуполь)             |
|   | ПЗ   | Україна  | Олег Данченко (повернення оренди, Анжі)                  |
|   | ПЗ   | Бразилія | Майкон ( Корінтіанс)                                     |
|   | ПЗ   | Україна  | Андрій Тотовицький (повернення оренди, Маріуполь)        |
|   | ПЗ   | Україна  | Олексій Зінкевич (повернення оренди, Олександрія)        |
|   | НП   | Україна  | Денис Арендарук (повернення оренди, Маріуполь)           |
|   | НП   | Україна  | Пилип Будківський (повернення оренди, Анжі)              |
|   | НП   | Бразилія | Фернандо ( Палмейрас)                                    |
|   | НП   | Нігерія  | Оларенважу Кайоде ( Манчестер Сіті)                      |
|   | НП   | Україна  | Владислав Кулач (повернення оренди, Ворскла)             |
|   | НП   | Бразилія | Маркіньйос Сіпріано ( Сан-Паулу)                         |
|   | НП   | Бразилія | Жуніор Мораес ( Динамо (Київ))                           |

| № | Поз. | Нац.     | Гравець                                                  |
| - | ---- | -------- | -------------------------------------------------------- |
|   | ВР   | Україна  | Олексій Шевченко ( Карпати (Львів))                      |
|   | ЗХ   | Бразилія | Марсіо Асеведо (повернення оренди, ПАОК)                 |
|   | ЗХ   | Україна  | Олександр Масалов (повернення оренди, Колос (Ковалівка)) |
|   | ЗХ   | Україна  | Едуард Соболь (повернення оренди, Славія)                |
|   | ПЗ   | Україна  | Сергій Болбат (повернення оренди, Маріуполь)             |
|   | ПЗ   | Україна  | Олег Данченко (повернення оренди, Анжі)                  |
|   | ПЗ   | Бразилія | Майкон ( Корінтіанс)                                     |
|   | ПЗ   | Україна  | Андрій Тотовицький (повернення оренди, Маріуполь)        |
|   | ПЗ   | Україна  | Олексій Зінкевич (повернення оренди, Олександрія)        |
|   | НП   | Україна  | Денис Арендарук (повернення оренди, Маріуполь)           |
|   | НП   | Україна  | Пилип Будківський (повернення оренди, Анжі)              |
|   | НП   | Бразилія | Фернандо ( Палмейрас)                                    |
|   | НП   | Нігерія  | Оларенважу Кайоде ( Манчестер Сіті)                      |
|   | НП   | Україна  | Владислав Кулач (повернення оренди, Ворскла)             |
|   | НП   | Бразилія | Маркіньйос Сіпріано ( Сан-Паулу)                         |
|   | НП   | Бразилія | Жуніор Мораес ( Динамо (Київ))                           |

| № | Поз. | Нац.        | Гравець                                         |
| - | ---- | ----------- | ----------------------------------------------- |
|   | ВР   | Україна     | Євген Гриценко (оренда, Маріуполь)              |
|   | ВР   | Україна     | Микита Шевченко (оренда, Карпати (Львів))       |
|   | ЗХ   | Бразилія    | Марсіо Асеведо ( Атлетіко Паранаенсі)           |
|   | ЗХ   | Україна     | Сергій Чоботенко (оренда, Маріуполь)            |
|   | ЗХ   | Бразилія    | Додо (оренда, Віторія Гімарайнш)                |
|   | ЗХ   | Україна     | Данило Сагуткін (оренда, Арсенал-Київ)          |
|   | ЗХ   | Україна     | Юрій Сеницький (оренда, Авангард (Краматорськ)) |
|   | ЗХ   | Україна     | Дмитро Шевченко (оренда, Рух (Винники))         |
|   | ЗХ   | Україна     | Едуард Соболь (оренда, Яблонець)                |
|   | ЗХ   | Хорватія    | Дарійо Срна ( Кальярі)                          |
|   | ПЗ   | Грузія      | Гіоргі Арабідзе ( Насьйонал (Фуншал))           |
|   | ПЗ   | Бразилія    | Бернард ( Евертон)                              |
|   | ПЗ   | Бразилія    | Фред ( Манчестер Юнайтед)                       |
|   | ПЗ   | Азербайджан | Мурад Хачаєв (оренда, Сумгаїт)                  |
|   | ПЗ   | Україна     | Іван Петряк (оренда, Ференцварош)               |
|   | ПЗ   | Україна     | Олексій Зінкевич (оренда, Волинь)               |
|   | ПЗ   | Україна     | Олександр Зубков (оренда, Маріуполь)            |
|   | НП   | Аргентина   | Густаво Бланко Лещук (оренда, Малага)           |
|   | НП   | Україна     | Пилип Будківський (оренда, Сошо)                |
|   | НП   | Аргентина   | Факундо Феррейра ( Бенфіка)                     |
|   | НП   | Україна     | Руслан Фомін ( Маріуполь)                       |
|   | НП   | Україна     | Артур Загорулько ( Олімпік (Донецьк))           |

| № | Поз. | Нац.        | Гравець                                         |
| - | ---- | ----------- | ----------------------------------------------- |
|   | ВР   | Україна     | Євген Гриценко (оренда, Маріуполь)              |
|   | ВР   | Україна     | Микита Шевченко (оренда, Карпати (Львів))       |
|   | ЗХ   | Бразилія    | Марсіо Асеведо ( Атлетіко Паранаенсі)           |
|   | ЗХ   | Україна     | Сергій Чоботенко (оренда, Маріуполь)            |
|   | ЗХ   | Бразилія    | Додо (оренда, Віторія Гімарайнш)                |
|   | ЗХ   | Україна     | Данило Сагуткін (оренда, Арсенал-Київ)          |
|   | ЗХ   | Україна     | Юрій Сеницький (оренда, Авангард (Краматорськ)) |
|   | ЗХ   | Україна     | Дмитро Шевченко (оренда, Рух (Винники))         |
|   | ЗХ   | Україна     | Едуард Соболь (оренда, Яблонець)                |
|   | ЗХ   | Хорватія    | Дарійо Срна ( Кальярі)                          |
|   | ПЗ   | Грузія      | Гіоргі Арабідзе ( Насьйонал (Фуншал))           |
|   | ПЗ   | Бразилія    | Бернард ( Евертон)                              |
|   | ПЗ   | Бразилія    | Фред ( Манчестер Юнайтед)                       |
|   | ПЗ   | Азербайджан | Мурад Хачаєв (оренда, Сумгаїт)                  |
|   | ПЗ   | Україна     | Іван Петряк (оренда, Ференцварош)               |
|   | ПЗ   | Україна     | Олексій Зінкевич (оренда, Волинь)               |
|   | ПЗ   | Україна     | Олександр Зубков (оренда, Маріуполь)            |
|   | НП   | Аргентина   | Густаво Бланко Лещук (оренда, Малага)           |
|   | НП   | Україна     | Пилип Будківський (оренда, Сошо)                |
|   | НП   | Аргентина   | Факундо Феррейра ( Бенфіка)                     |
|   | НП   | Україна     | Руслан Фомін ( Маріуполь)                       |
|   | НП   | Україна     | Артур Загорулько ( Олімпік (Донецьк))           |